# Shorapur
Shorapur é um cidade no distrito de Gulbarga, no estado indiano de Karnataka.

## Geografia
Shorapur está localizada a 16° 31′ N, 76° 45′ L. Tem uma altitude média de 472 metros (1548 pés).

## Demografia
Segundo o censo de 2001, Shorapur tinha uma população de 43 591 habitantes. Os indivíduos do sexo masculino constituem 51% da população e os do sexo feminino 49%. Shorapur tem uma taxa de literacia de 55%, inferior à média nacional de 59,5%: a literacia no sexo masculino é de 65% e no sexo feminino é de 46%. Em Shorapur, 16% da população está abaixo dos 6 anos de idade.